# Các đài kỉ niệm thời Trung Cổ ở Kosovo
Các đài kỉ niệm thời Trung Cổ ở Kosovo (tiếng Serbia: Средњовековни споменици на Косову, đã Latinh hoá: Srednjovekovni spomenici na Kosovu; tiếng Albania: Monumentet Mesjetare në Kosovë) là một Di sản thế giới được UNESCO công nhận bao gồm bốn nhà thờ và tu viện Chính thống Serbia đại diện cho sự hợp nhất của  kiến trúc Byzantine ở phía đông và kiến trúc Romanesque ở phía tây để tạo ra phong cách Phục hưng Palaiologos. Các công trình này được thành lập dưới triều đại Nemanjić, triều đại quan trọng nhất của Serbia thời Trung Cổ và ngày nay đèu nằm tại Kosovo.
Năm 2004, UNESCO đã đưa tu viện Visoki Dečani vào danh sách Di sản thế giới nhờ giá trị phổ quát nổi bật của nó. Hai năm sau, nó tiếp tục được mở rộng thêm ba di tích tôn giáo khác là Tu viện Thượng phụ của Peć, Nhà thờ Đức Mẹ Ljeviš và Tu viện Gračanica và lấy tên chung là Các đài kỉ niệm thời Trung Cổ ở Kosovo. Cùng năm đó, nó bị đưa vào Danh sách di sản thế giới bị đe dọa do những khó khăn trong việc quản lý và bảo tồn xuất phát từ sự bất ổn chính trị của khu vực.

## Tranh cãi
Một sự việc tranh cãi đang diễn ra liên quan đến những nỗ lực của Kosovo trong việc gia nhập trở thành thành viên của UNESCO dẫn đến việc di sản này được liệt kê là của Kosovo chứ không phải Serbia. Những tượng đài này đã bị tấn công, đặc biệt là trong cuộc bạo động năm 2004. Trong thời kỳ Phái bộ Hành chính lâm thời của Liên Hợp Quốc tại Kosovo (UNMIK) quản lý tại Kosovo, Nhà thờ Đức Mẹ Ljeviš bị hư hại nặng nề. Tháng 10 năm 2015, Kosovo được Ban chấp hành UNESCO đề nghị làm thành viên và việc bỏ phiếu đã được thực hiện tại Đại hội đồng UNESCO vào tháng 11 năm 2015. Kết quả là, UNESCO đã không chấp nhận Kosovo làm thành viên, đề xuất không đạt được đa số 2/3 tại Đại hội đồng của tổ chức ở Paris vào ngày 9 tháng 11 năm 2015. Một trong những lý do chính khiến Albania từ chối yêu cầu này bất ổn ở Kosovo năm 2004 khiến 35 nhà thờ Kitô giáo Đông phương bị hư hại hoặc phá hủy trong đó có Di sản thế giới Nhà thờ Đức Mẹ Ljeviš khi nó bị cướp bóc liên tục, kể cả vật liệu nhằm tái thiết lại nó.

## Hình ảnh

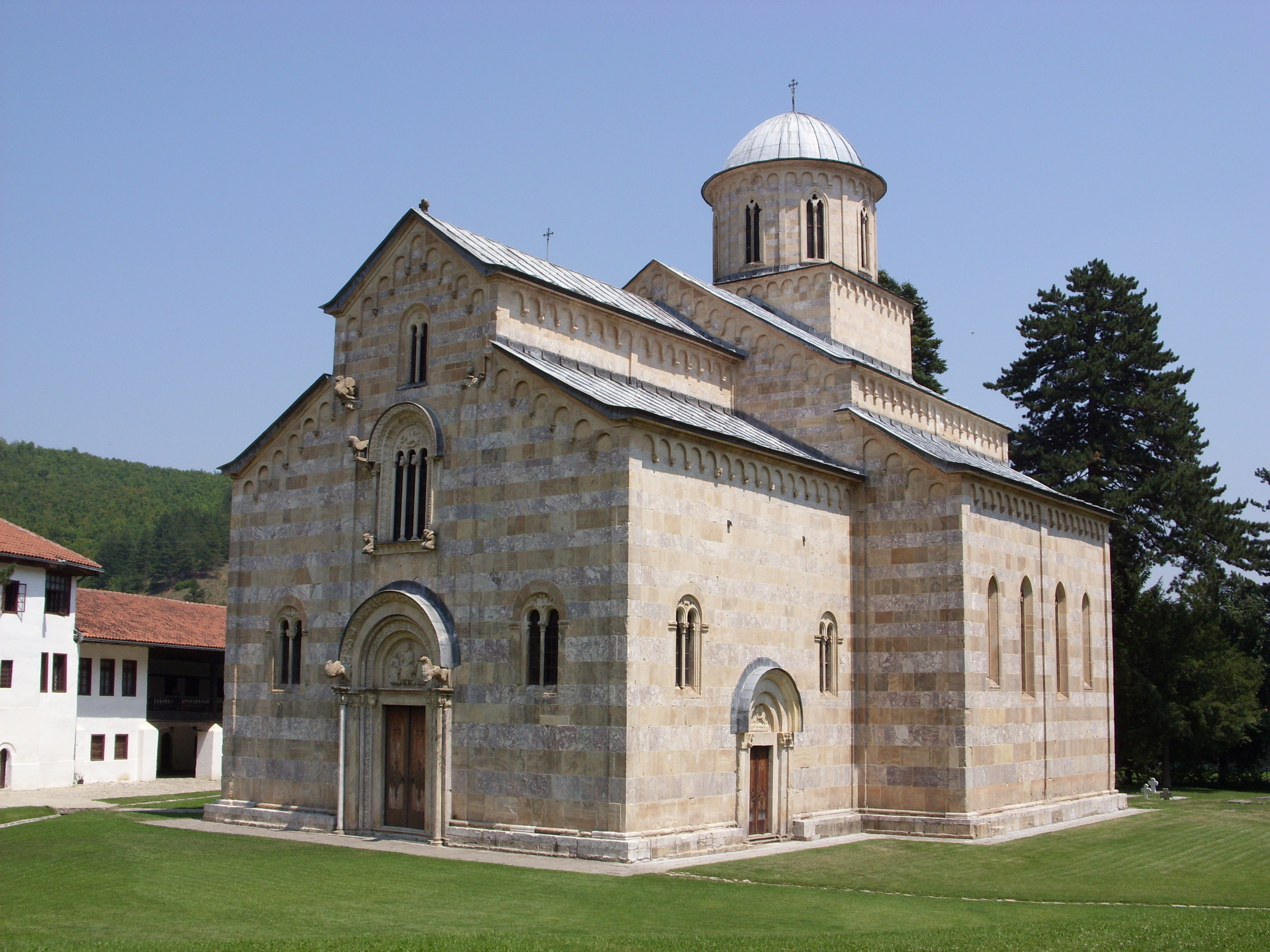
Tu viện Visoki Dečani
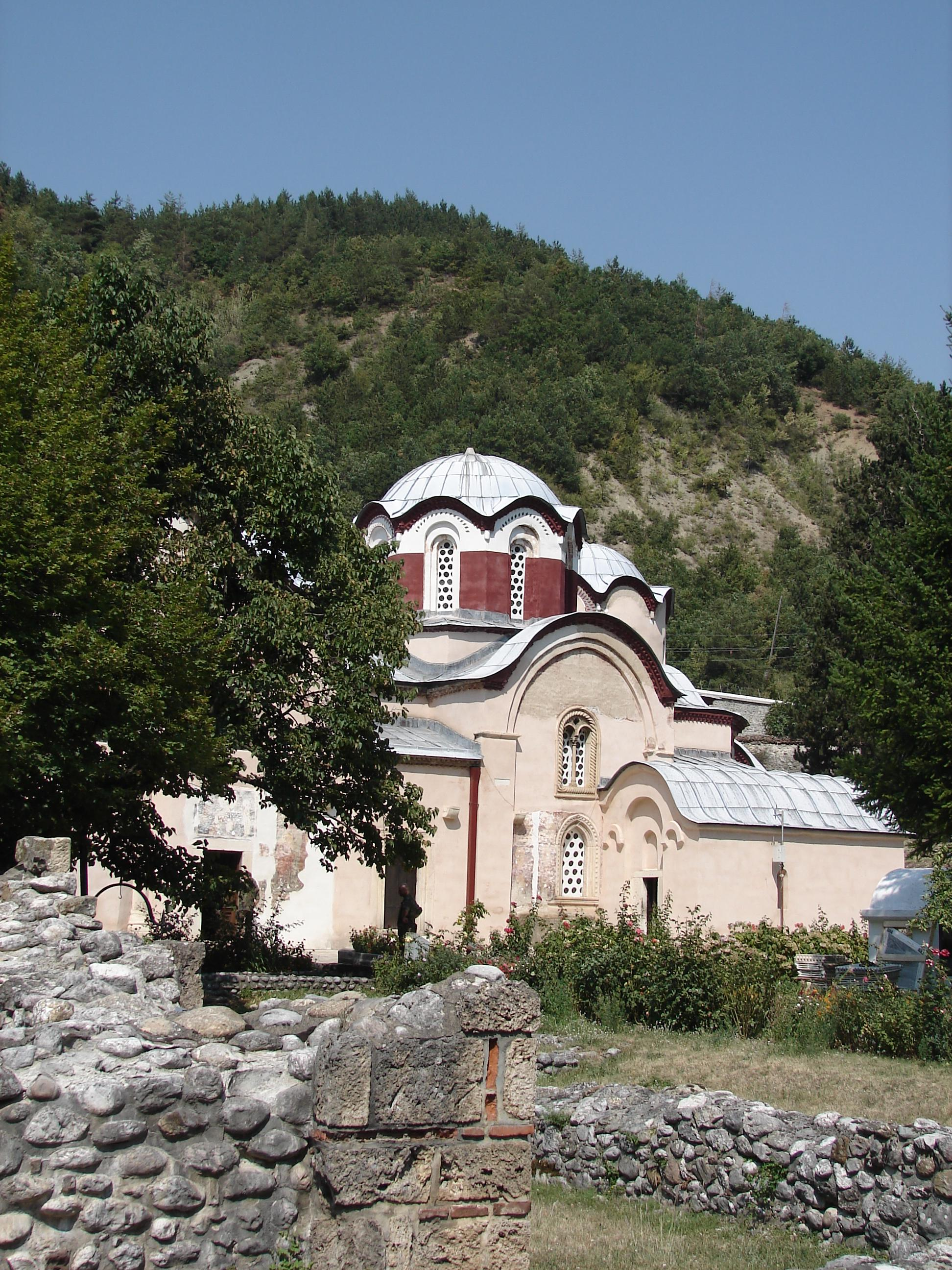
Tu viện Thượng phụ của Peć
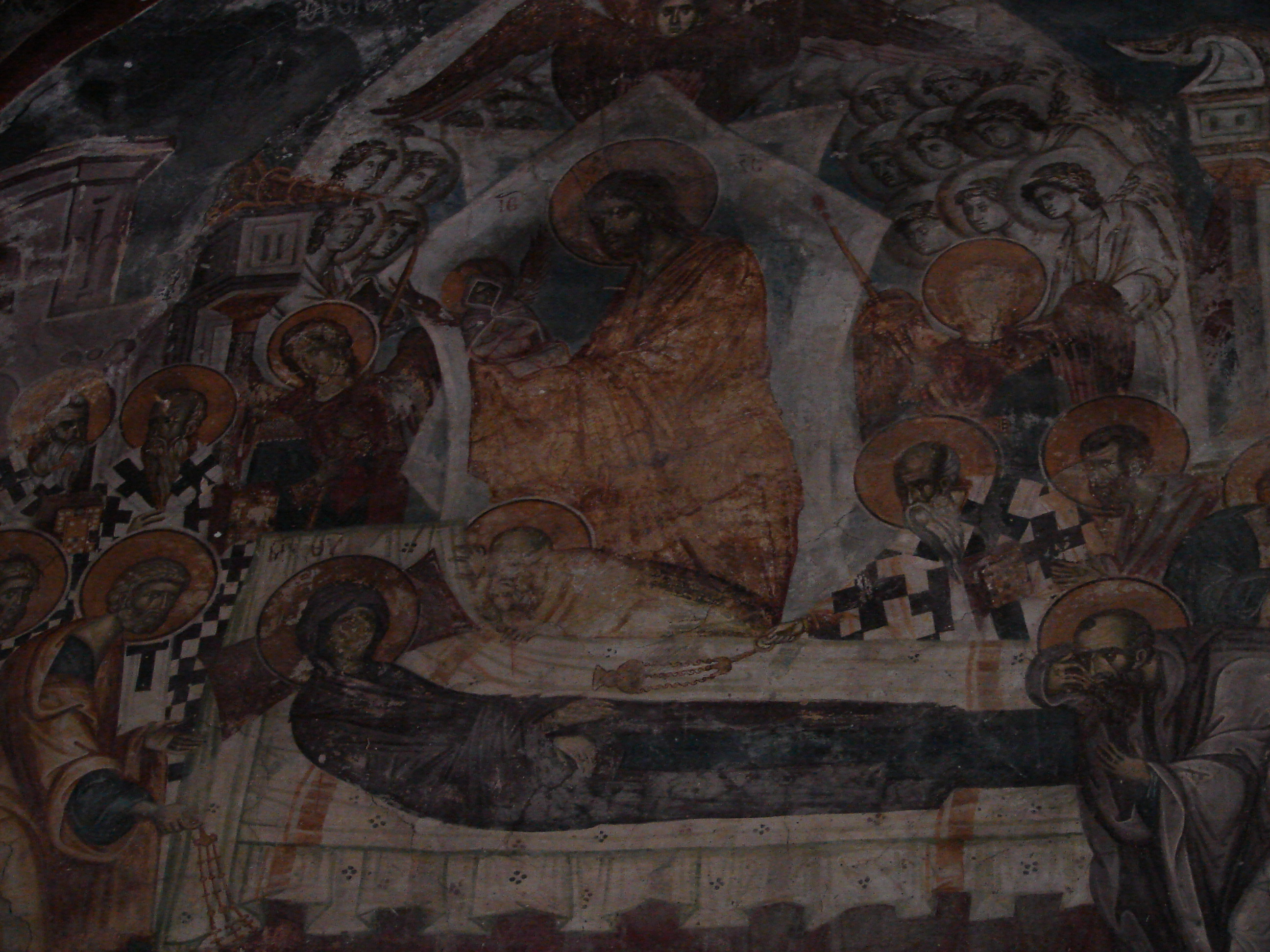
Tranh vẽ trên tường tại Tu viện Thượng phụ của Peć
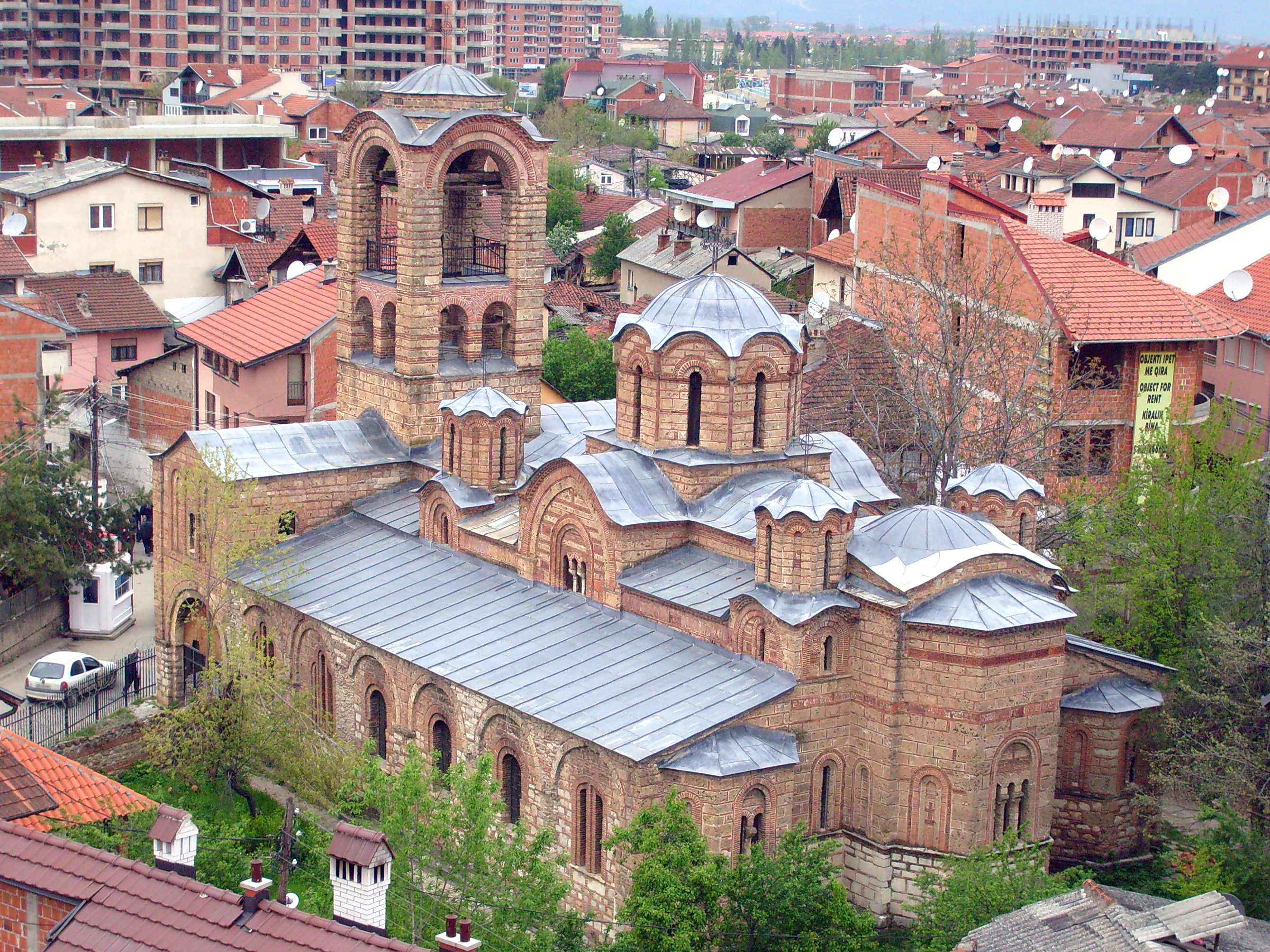
Nhà thờ Đức Mẹ Ljeviš
Tu viện Gračanica